# Nora Fatehi
Nora Fatehi (6 febbraio 1992) è un'attrice e ballerina canadese.
È attiva soprattutto nel cinema indiano. Nata e cresciuta in Canada, ha origini marocchine. 

## Filmografia parziale

### Cinema
- Roar: Tigers of the Sundarbans, regia di Kamal Sadanah (2014)
- Crazy Cukkad Family, regia di Ritesh Menon (2015)
- Temper, regia di Puri Jagannadh (2015)
- Mr. X, regia di Vikram Bhatt (2015)
- Baahubali: The Beginning, regia di S. S. Rajamouli (2015)
- Sher, regia di A. Mallikarjun (2015)
- Loafer, regia di Puri Jagannadh (2015)
- Rocky Handsome, regia di Nishikant Kamat (2016)
- Oopiri, regia di Vamshi Paidipally (2016)
- My Birthday Song, regia di Samir Soni (2018)
- Satyameva Jayate, regia di Milap Milan Zaveri (2018)
- Bharat, regia di Ali Abbas Zafar (2019)
- Batla House, regia di Nikkhil Advani (2019)
- Street Dancer 3D, regia di Remo D'Souza (2020)
- Bhuj: The Pride of India, regia di Abhishek Dudhaiya (2021)
- Satyameva Jayate 2, regia di Milap Zaveri (2021)
- Thank God, regia di Indra Kumar (2022)

### Video musicali
- Naah - Harrdy Sandhu (2017)
- Dilbar Arabic Version - Nora Fatehi & Fnaïre (2018)
- Pachtaoge - Arijit Singh (2019)
- Pachtaoge (Female version) - Asees Kaur (2020)
- Naach Meri Rani - Guru Randhawa & Nikhita Gandhi (2020)
- Body (Dance Cover) - Megan Thee Stallion (2020)
- Chhor Denge - Parampara Tandon (2021)
- Dance Meri Rani - Guru Randhawa & Zahrah S Khan (2021)
- Achha Sila Diya - B Praak (2023)

### Programmi TV
- Bigg Boss 9 (2015-2016)
- Jhalak Dikhhla Jaa 9 (2016)
- Top Model India (2018) - ospite
- India's Best Dancer (2020-2021) - ospite
- Dance Deewane 3 (2021) - ospite
- Hunarbaaz: Desh Ki Shaan (2022) - ospite
- Dance Deewane Juniors (2022) - giudice
- Jhalak Dikhhla Jaa 10 (2022) - giudice